# Ein Mann und sein Hund
Ein Mann und sein Hund ist ein Film von Francis Huster aus dem Jahr 2008 mit Jean-Paul Belmondo in der Hauptrolle. Es handelt sich um eine Neuverfilmung von Umberto D., der Geschichte eines Invaliden aus dem Jahr 1952, von Vittorio De Sica. Aus dem Kriegsopfer wurde bei Belmondo ein älterer Mann, der in seiner Liebe und seinem Lebensstolz verletzt ist.
Nach der Uraufführung am 13. November 2008 beim „Festival du film de Sarlat“ hatte der Film 2009 Kinopremiere in Frankreich, im August 2010 wurde er im Nachtprogramm der ARD gezeigt. Koproduziert hat den Film die deutsche Degeto. In die deutschen Kinos kam der Film nicht. In Frankreich war er ein Flop, fiel sowohl beim Publikum als auch bei der Kritik mehr oder weniger durch. Innerhalb von zwei Wochen sahen ihn lediglich 165.200 Zuschauer.

## Handlung
Die attraktive und wohlhabende Witwe Jeanne wirft den Rentner Charles, den sie seit dem Tod ihres Mannes als Untermieter beherbergt hat, samt seinem Hund aus ihrer Pariser Luxuswohnung. Charles war seit den gemeinsamen Tagen in der Marine der beste Freund ihres Gatten gewesen. Jeanne möchte wieder heiraten, will umbauen und braucht Platz. Nur die schwangere junge Hausangestellte Leila hat Mitleid und kümmert sich um den alten Mann, kann ihn aber nur ideell unterstützen. Als er auf einer Demo gegen Rentenkürzungen zwischen die Fronten von Demonstranten, Randalierern und Polizei gerät und verletzt wird, pflegt sie ihn. Nach dem Rauswurf lässt sie ihn für eine Nacht in ihrem Zimmer kampieren. Davor hatte ihn der Verlobte von Jeanne, der verständnisvolle Krankenhausarzt Robert, eine Woche lang kostenlos in seiner Klinik untergebracht. Er schenkt dem gehbehinderten Charles den alten Gehstock seines Vaters. Jeanne jedoch bleibt hart, auch wenn sie dabei selber unglücklich ist. In früheren Jahren hatten Jeanne und Charles einmal eine Liaison miteinander. Er wollte sie aber nicht heiraten, da er seine verstorbene Ehefrau nicht vergessen konnte. Jetzt nimmt sie verspätet Rache, obwohl sie ihn immer noch liebt.
Mit einer äußerst geringen Pension lebt Charles, der keine finanziellen Rücklagen besitzt, dann mit seinem kleinen Hund, den er einfach nur „Hund“ nennt, auf der Straße. Als dieser während seines Klinikaufenthalts einmal entwischt, holt er ihn mit dem Taxi aus dem Tierheim. Eine eigene Familie hat Charles nicht. Seine vielleicht kostbare Büchersammlung konnte er verkaufen und mit dem Erlös Mietschulden bei Jeanne begleichen. Um Hilfe zu bitten, empfindet er als unter seiner Würde. Seine Einnahmen aus seiner Rente reichen anfangs gerade mal für Übernachtungen in Hotels. Dort liest er, auf dem Bett liegend, seinem Hund aus Moby Dick vor. Versuche, bei alten Bekannten unterzuschlüpfen, scheitern. Tagsüber mischt er sich unter Clochards, sitzt auf Parkbänken und isst in Suppenküchen. Er bettelt in wohlhabenden Gegenden der Stadt, wird aber dabei bestohlen. Nachdem er keine feste Bleibe finden kann, beschließt er, seinem Leben ein Ende zu setzen. Er versucht vergeblich, seinen Hund an Fremde loszuwerden und setzt ihn schließlich in der Nähe eines Bahnhofs aus. Dort trifft er sich zum letzten Mal mit Leila und gibt vor, den nächsten Zug nach Marseille, seiner Heimatstadt, nehmen zu wollen. In Wahrheit beschließt er, sich auf dem Bahngelände umzubringen. Der intelligente Hund findet den Weg zu ihm zurück und weicht ihm nicht von der Seite. Ein „gemeinsamer“ Selbstmordversuch, als Charles sich auf die Eisenbahnschienen legt, scheitert, da sich der Hund los reißt und flüchtet. Auch Charles überlebt wie durch ein Wunder. Er bittet seinen Hund um Verzeihung.
Erst nachdem er die Freundschaft des Hundes zurückgewonnen hat, kann sich Charles mit seinem neuen Schicksal abfinden. Wie seine Zukunft aussehen wird, bleibt offen. Die Schlussszene zeigt Charles und „Hund“ müde, aber friedlich vereint auf einer Bank.

## Hintergrund
Der Film war Belmondos erster Auftritt, nachdem er 2001 einen Schlaganfall erlitten hatte; umso beachtlicher von daher seine Körper- und Stimmbeherrschung. In kleineren Rollen traten zahlreiche namhafte Stars des französischen Films auf.

## Kritiken
„Gezeichnet von seinem 2001 erlittenen Schlaganfall, gelingt Belmondo ein anrührendes Außenseiterporträt. Dennoch erreicht der träge Film nie das Niveau der italienischen Vorlage ‚Umberto D.‘“

Belmondo hat sich nachträglich bei seinem Publikum entschuldigt und zugegeben, dass der Film nicht „gut“ war, ihm aber bei der Überwindung der Folgen seines Schlaganfalls geholfen habe.